# Nyssa (Doctor Who)
Nyssa est un personnage de fiction joué par Sarah Sutton dans la série de science-fiction Doctor Who. Venue de la planète Traken, elle est l'une des assistantes du 4° Docteur (Tom Baker) et du 5° Docteur (Peter Davison.) Créé par le scénariste Johnny Byrne, le personnage est apparu régulièrement dans la série de 1981 à 1983. Elle apparaît durant 13 épisodes dont 50 parties. 

## Le personnage dans l'univers deDoctor Who
Apparaissant pour la première fois en 1981 dans l'épisode The Keeper of Traken Nyssa est la fille de Tremas, le consul de l'union Traken. Né sur la planète Traken, elle fait partie de son aristocratie. Il viendra en aide au Docteur et à Adric lorsque le Maître tentera de prendre le contrôle de son monde après avoir manipulé et tué Kassia, sa belle-mère. Après que le corps de son père ai été aspiré par le Maître afin d'en prendre le contrôle. Elle revient dans l'épisode Logopolis car une entité nommée « l'observateur » l'a ramenée afin qu'elle aide le Docteur et au cours de l'épisode, l'empire de Traken sera détruit par les machinations du Maître. Rejoignant Adric et Tegan parmi les compagnons du Docteur, elle est témoin de la régénération du 4e Docteur en 5e Docteur. 
Lors de ses aventures avec le Docteur, Nyssa se retrouvera par deux fois face au Maître, fera face à des androïdes, démarra accidentellement le grand incendie de Londres, découvrira sa sosie dans le passé, affrontera les Cybermen, voyagera un temps seule avec le Docteur et se retrouvera face à Omega, un seigneur du temps fou. Elle quitte l'équipage du TARDIS à la fin de l'épisode Terminus lorsqu'elle décide de rester sur la station spatiale de Terminus afin d'aider les colonies à soigner les malades. 
Après sa disparition, le personnage réapparaît brièvement sous forme de flashback à la fin de The Caves of Androzani et fait une brève apparition dans l'épisode anniversaire Dimensions in Time. Toutefois, le personnage est revenu dans des romans, des bande-dessinées et des pièces audiophoniques dérivées de la série, toujours interprété par Sarah Sutton.

## Évolution du personnage
À l'origine le personnage devait ne devait aider le Docteur que durant l'épisode The Keeper of Traken mais lors de l'écriture le producteur John Nathan-Turner se dit que celui-ci ferait un compagnon parfait pour le 5e Docteur. Il décide donc de le faire revenir au sein de l'équipe dans l'épisode suivant. 
D'abord dépeinte sous les traits d'une jeune fille presque adolescente, le personnage mûrit au fil des saisons, quitte à avoir une apparence assez sexualisée dans le dernier épisode. Nyssa est un personnage très calme et serein qui ne prend jamais les autres de hauts. Malgré son pacifisme, elle se montre capable de détruire un robot par un piège qu'elle a créé (The Visitation) des cybermen (Earthshock) ou de tirer sur des gardes de Gallifrey (Arc of Infinity.) On la voit aussi effectuer des expériences scientifiques à l'intérieur du TARDIS (Terminus.) La disparition du personnage fut un temps contesté par Peter Davison qui trouvait que c'était le personnage le plus en accord avec sa façon de jouer le Docteur.

## Liens Externes
- (en) « Nyssa », BBC (consulté le 11 janvier 2015)
- (en) « Nyssa », TARDIS Index Files (consulté le 11 janvier 2015)